# Arquidiócesis de Toliara
La arquidiócesis de Toliara (en latín: Archidioecesis Toliarana y en francés: Archidiocèse de Toliara) es una circunscripción eclesiástica latina de la Iglesia católica en Madagascar, sede metropolitana de la provincia eclesiástica de Toliara. La arquidiócesis tiene al arzobispo Gustavo Bombín Espino, O.SS.T. desde el 22 de julio de 2023.

## Territorio y organización
La arquidiócesis tiene 43 570 km² y extiende su jurisdicción sobre los fieles católicos de rito latino residentes en parte de la región de Atsimo-Andrefana.
La sede de la arquidiócesis se encuentra en la ciudad de Toliara, en donde se halla la Catedral de San Vicente de Paúl.
En 2020 en la arquidiócesis existían 26 parroquias.
La arquidiócesis tiene como sufragáneas a las diócesis de: Morombe, Morondava y Tôlanaro.

## Historia
La diócesis de Tuléar fue erigida el 8 de abril de 1957 con la bula Cum id ob temporum del papa Pío XII, obteniendo el territorio de la diócesis de Fort-Dauphin (hoy diócesis de Tôlanaro).
Originalmente sufragánea de la arquidiócesis de Tananarive (hoy arquidiócesis de Antananarivo), el 11 de diciembre de 1958 pasó a formar parte de la provincia eclesiástica de la arquidiócesis de Fianarantsoa.
El 28 de octubre de 1989 asumió el nombre de diócesis de Toliara como consecuencia del decreto Apostolicis sub plumbo de la Congregación para la Evangelización de los Pueblos.
El 3 de diciembre de 2003 fue elevada al rango de arquidiócesis metropolitana con la bula De universo dominico del papa Juan Pablo II.

## Estadísticas
De acuerdo al Anuario Pontificio 2021 la arquidiócesis tenía a fines de 2020 un total de 174 340 fieles bautizados.
| Año                                                                             | Población            | Población | Población      | Sacerdotes | Sacerdotes    | Sacerdotes    | Bautizados por sacerdote | Diáconos permanentes | Religiosos | Religiosos | Parroquias |
| Año                                                                             | Bautizados católicos | Total     | % de católicos | Total      | Clero secular | Clero regular | Bautizados por sacerdote | Diáconos permanentes | Varones    | Mujeres    | Parroquias |
| ------------------------------------------------------------------------------- | -------------------- | --------- | -------------- | ---------- | ------------- | ------------- | ------------------------ | -------------------- | ---------- | ---------- | ---------- |
| 1970                                                                            | 36 000               | 350 000   | 10.3           | 20         | 2             | 18            | 1800                     |                      | 42         | 66         | 10         |
| 1980                                                                            | 35 670               | 405 000   | 8.8            | 21         | 2             | 19            | 1698                     |                      | 29         | 89         | 14         |
| 1990                                                                            | 56 000               | 791 196   | 7.1            | 31         | 3             | 28            | 1806                     |                      | 50         | 198        | 14         |
| 1999                                                                            | 86 000               | 722 000   | 11.9           | 35         | 9             | 26            | 2457                     |                      | 50         | 207        | 20         |
| 2000                                                                            | 87 000               | 750 000   | 11.6           | 34         | 9             | 25            | 2558                     |                      | 58         | 216        | 19         |
| 2002                                                                            | 65 000               | 700 000   | 9.3            | 37         | 9             | 28            | 1756                     |                      | 75         | 240        | 20         |
| 2003                                                                            | 77 603               | 795 000   | 9.8            | 44         | 11            | 33            | 1763                     |                      | 64         | 244        | 20         |
| 2004                                                                            | 79 000               | 795 000   | 9.9            | 48         | 10            | 38            | 1645                     |                      | 56         | 279        | 19         |
| 2010                                                                            | 94 645               | 912 000   | 10.4           | 62         | 22            | 40            | 1526                     |                      | 67         | 277        | 21         |
| 2014                                                                            | 119 638              | 1 014 000 | 11.8           | 63         | 26            | 37            | 1899                     |                      | 68         | 305        | 23         |
| 2017                                                                            | 160 175              | 1 097 500 | 14.6           | 66         | 30            | 36            | 2426                     |                      | 55         | 223        | 24         |
| 2020                                                                            | 174 340              | 1 235 000 | 14.1           | 69         | 33            | 36            | 2526                     |                      | 62         | 305        | 26         |
| Fuente: Catholic-Hierarchy, que a su vez toma los datos del Anuario Pontificio. |                      |           |                |            |               |               |                          |                      |            |            |            |

## Episcopologio

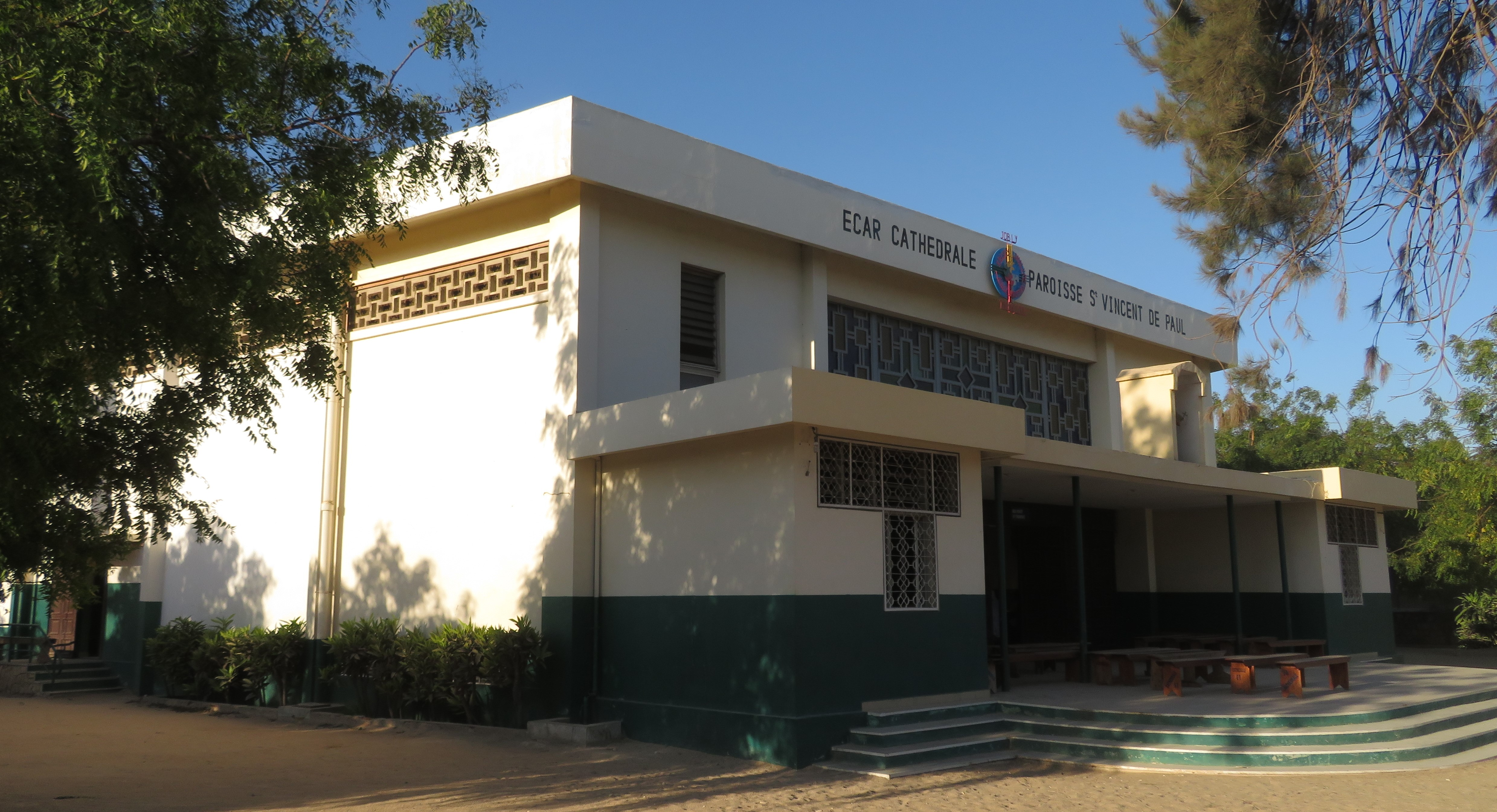
Catedral de Toliara

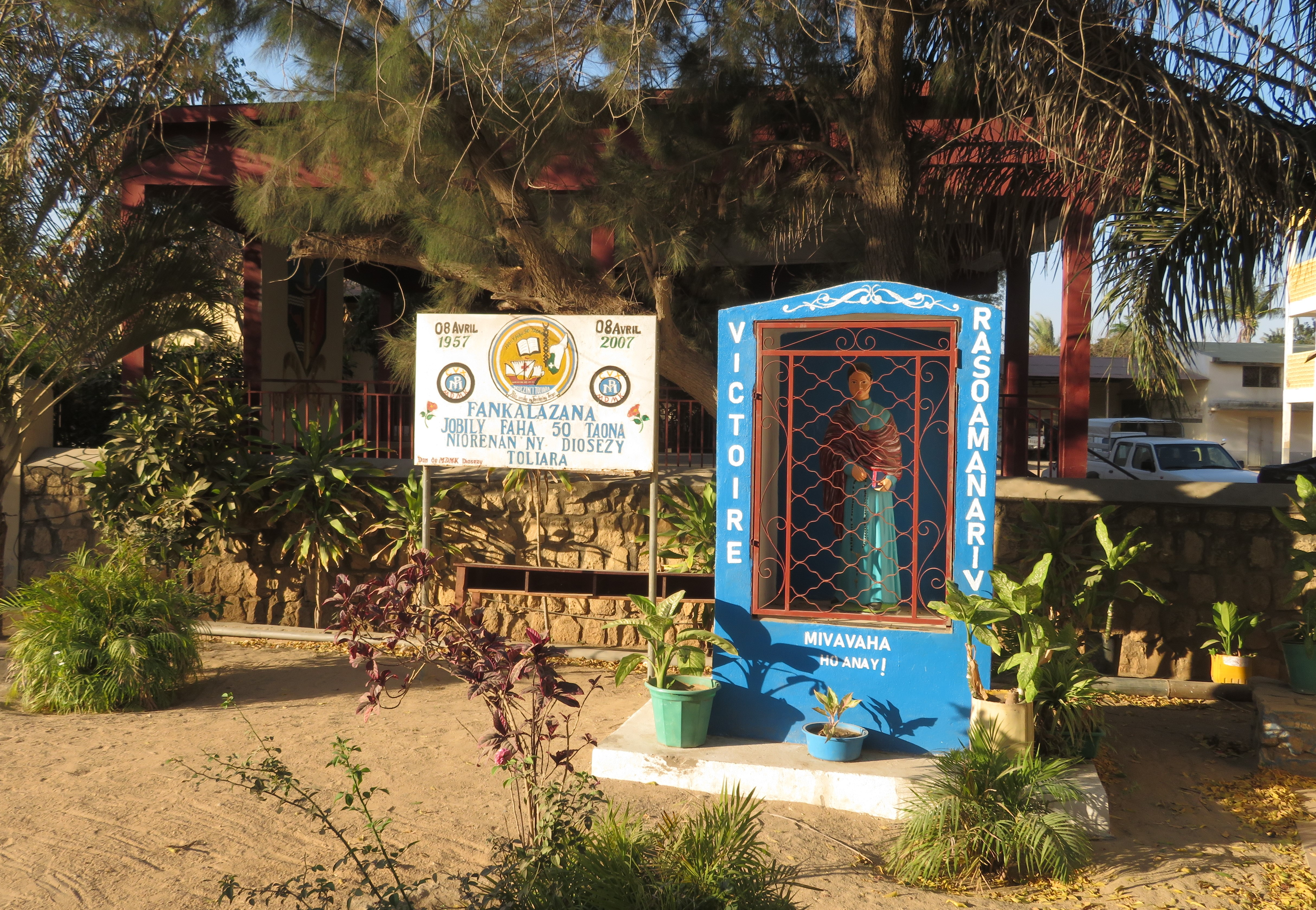
Monumento de la fundación de la arquidiócesis

- Michel-Henri Canonne, A.A. † (25 de abril de 1959-28 de febrero de 1974 renunció)
- René Joseph Rakotondrabé † (28 de febrero de 1974-15 de mayo de 1989 nombrado obispo de Toamasina)
- Fulgence Rabeony, S.I., desde el 2 de abril de 1990